# Ypiranga Esporte Clube
Ypiranga Esporte Clube é um clube social-esportivo brasileiro da cidade de Porto Velho, no estado de Rondônia. Suas cores são azul e branco e este é considerado o clube mais velho da capital rondoniense.

## História
Fundado em 13 de abril de 1919, o Ypiranga foi uma das maiores forças do  esporte rondoniense, principalmente no futebol em sua fase de amadorismo, quando conquistou 5 torneios locais. O clube foi fundado alguns depois da emancipação de Porto Velho, até então parte do estado do Amazonas.
O novel clube teve como seu primeiro presidente o ilustre Dr. Joaquim Augusto Tanajura, que um ano depois da fundação passou a ocupar um cargo que hoje equivale ao de prefeito de Porto Velho. 
Licenciamento do Futebol
O clube licenciou-se na prática do futebol em 1987, tendo obtido cinco títulos reconhecidos do Campeonato Rondoniense de Futebol. Desde então, apenas os esportes de quadra e a natação foram mantidos.
Patrimônio
Em 2018 foi inaugurada uma nova sede do clube que contava com "piscina para adultos, piscina infantil, piscina semi–olímpica, quadra de tênis, quadra poliesportiva, quadra de vôlei de areia, campo de futebol oficial, pista de caminhada, playground, quiosques com churrasqueira, lanchonete, além de espaço para eventos". A gestão da época planejava o retorno esportivo da agremiação, algo que acabou não se concretizando.

## Títulos
| Estaduais | Estaduais                         | Estaduais | Estaduais                                 |
|           | Competição                        | Títulos   | Temporadas                                |
| Rondônia  | Campeonato Rondoniense de Futebol | 07        | 1945, 1953, 1959, 1964, 1982, 1984 e 1984 |
|           | Taça Paulo Saldanha               | 01        | 1925                                      |
|           | Taça Cidade de Porto Velho        | 01        | 1982                                      |
| --------- | --------------------------------- | --------- | ----------------------------------------- |

## Rivalidades

### Ypiranga x Ferroviário
O Ferroviário é até hoje o maior campeão rondoniense de futebol e o Ypiranga, por também ser um dos principais clubes de Porto Velho criou com este uma grande rivalidade. O confronto era chamado de "Clássico das Multidões" e sempre atraia o grande público da cidade.